# اینترفرون نوع ۳
اینترفرون نوع ۳ (انگلیسی: Interferon type III) که طبقه‌بندی جدیدی محسوب می‌شود، شامل سه مولکول اینترفرون لامبدا (IFN-λ) به نام‌های «IFN-λ2»، «IFN-λ1» و «IFN-λ3» است که به ترتیب به نام‌های اینترلوکین ۲۹، اینترلوکین ۲۸ A و اینترلوکین ۲۸ B هم شناخته می‌شوند.
اخیراً یک پروتئین جدید با خواص مشابه با «IFN-λ3» شناسایی شده‌است که جایگاه ژنی مشابهی هم با آن دارد و آنرا «IFN-λ4» می گویند.
این طبقه‌بندی جدید نسبت به انواع اینترفرون‌ها، اقبال کتری داشته و بر خلاف آنها، هنوز در سرعنوان‌های موضوعی پزشکی ثبت نشده است.